# Саборна црква у Новом Саду
Саборна црква Светог Ђорђа је најзначајнији православни храм у Новом Саду и представља главну епископску цркву у Бачкој. Налази се у близини Владичанског двора.
Саборна црква представља непокретно културно добро као споменик културе од великог значаја.

## Историјат
Саборна црква Светог Ђорђа, први пут се помиње 1720. године када је била мањи храм који је убрзо (1734. године) замењен новим. Временом је и ова црква оронула због чега је крајем 19. века донета одлука о њеној другој, свеобухватној обнови (прва обнова је била 1851. године). Данашњи изглед црква добија у великој обнови почетком 20. века за време владике Митрофана Шевића.
На иконама у цркви је највише радио сликар Паја Јовановић. Израдио је све иконе на иконостасу (укупно 33), затим и историјске слике изнад обе певнице, «Крунисање Стефана Првовенчаног» и «Свети Сава мири завађену браћу Вукана и Стефана». Јовановић је урадио и две велике иконе на троновима (богородичин – лево, и архијерејски – десно), као и зидну орнаментику.
У порти цркве налази се најстарији сачувани споменик Новог Сада - Богојављенски крст од ружичастог мермера.

## Галерија
- Саборна црква у Новом Саду
- Поглед из Змај Јовине улице. Десно је Владичански двор.
- Поглед из Змај Јовине улице ноћу.
- Крст у дворишту Саборне цркве
- Иконостас Саборне цркве, који је осликао Паја Јовановић.
- Иконостас у Саборној цркви
- Саборна црква изнутра.
- Витраж на прозору Саборне цркве